# Archibald Leitch
Archibald "Archie" Leitch (Glasgow, 1865. április 27. – Glasgow, 1939. április 25.) skót építész, leginkább az általa tervezett labdarúgóstadionokról ismert, amelyek a Brit-szigetek minden részén megtalálhatóak.

## Első munkái
Leitch kezdetben szülővárosában (Glasgow-ban), és Lanarkshire-ben tervezett gyárépületeket, egyetlen fennmaradt épülete az A-listán lévő Sentinel Works épülete Glasgow városközpontjának déli részén, Polmadie városrészben, a Jessie Streeten. 1896-ban tagjai közé választotta a Skót Mérnökök és Hajóépítők Szövetsége, később pedig a Gépészmérnökök Szövetsége is.  A stadionépítéssel akkor kezdett foglalkozni, amikor 1899-ben felkérték gyerekkori hősei a Rangers stadionjának, az Ibrox Park megtervezésére.

## Stadiontervezések
Leitch stadionjai a praktikusságot helyezik az elegancia fölé, ez egyértelműen a korábban tervezett gyárépületek miatt van. A lelátók tipikusan kétszintesek, a felső szint előtt keresztül-kasul tartóoszlopok vannak, a ferde tető vége a játéktérre néz, a központi tető határozottan nagyobb, és egy jellegzetes oromzatot is magába foglal.
Első angol projektje a John Street Stand volt a Bramall Lane-en, 3000 ülőhellyel és 6000 állóhellyel, és a képet egy nagy ál-Tudor sajtóbox uralta.

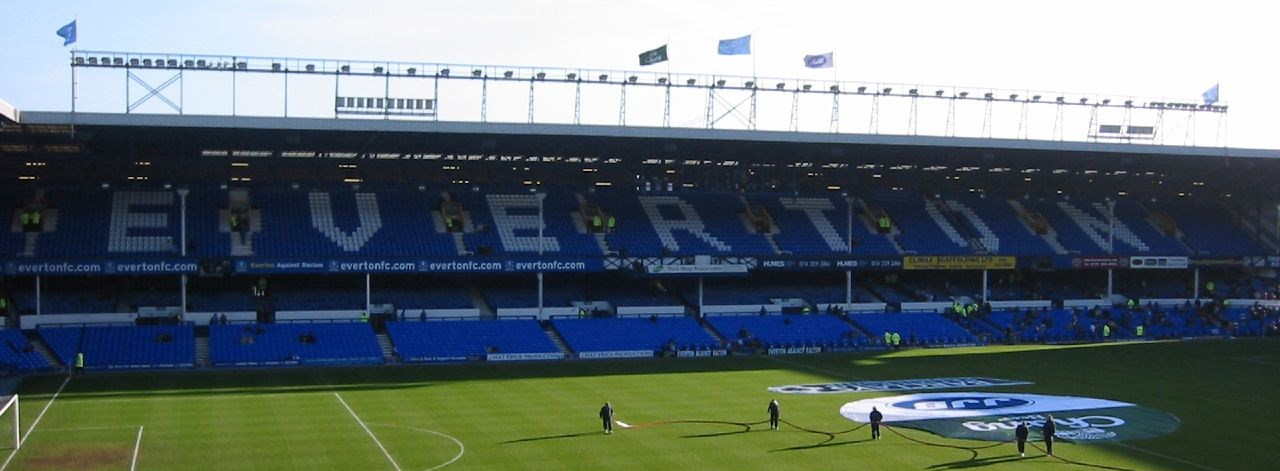
Az 1926-ban épített kétszintű Bullens Road "MauretaniA" lelátó az Everton FC stadionjában, a Goodison Parkban

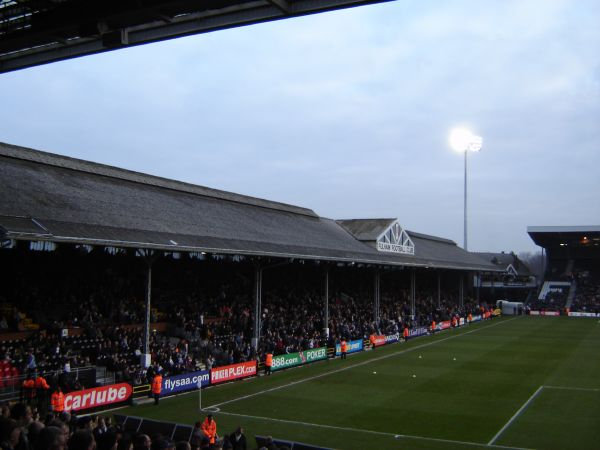
A Johnny Hayes lelátó a Craven Cottage-en, a Fulham Football Club pályáján.

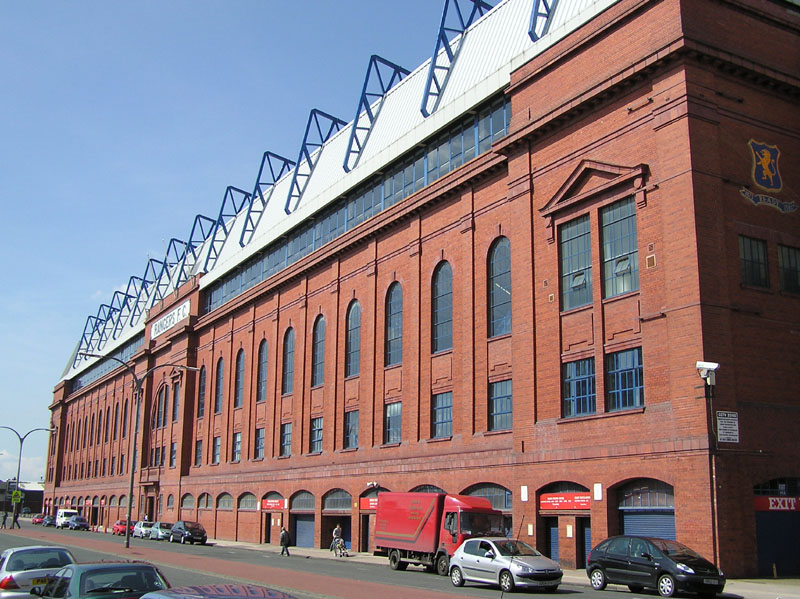
A Bill Struth Főlelátó az Ibroxban, a Rangers Football Club hazai pályáján.

Az 1902-es Ibrox-katasztrófa után, amikor 26 ember halt meg, amikor az állóhely egyik terasza 26 embert temetett maga alá, Leitch még mindig keresett volt. A következő több mint négy évtizedben ő lett Nagy-Britannia legelső számú labdarúgó-építésze. 1899 és 1939 közt az Egyesült Királyságban és Írországban több mint 20 stadiont tervezett meg részben vagy teljesen, ezek a következők:
- Anfield, Liverpool
- Arsenal Stadium, Highbury, London
- Ayresome Park, Middlesbrough
- Bramall Lane, Sheffield
- Cardiff Arms Park, Cardiff
- Celtic Park, Glasgow
- Craven Cottage, Fulham, London
- Dalymount Park, Dublin
- Deepdale, Preston
- The Den, New Cross, London
- Dens Park, Dundee
- The Dell, Southampton
- Ewood Park, Blackburn
- Az Emeletes Lelátó (The Kop), Filbert Street, Leicester
- Fratton Park, Portsmouth
- Goodison Park, Liverpool
- Hampden Park, Glasgow
- Home Park, Plymouth
- Ibrox Park, Glasgow
- Hillsborough Stadium, Sheffield
- Lansdowne Road, Dublin
- Leeds Road, Huddersfield
- Molineux, Wolverhampton
- Old Trafford, Trafford, Nagy Manchester
- Park Avenue, Bradford
- Roker Park, Sunderland
- Rugby Park, Kilmarnock
- Saltergate, Chesterfield
- Selhurst Park, South Norwood, London
- Somerset Park, Ayr
- Stamford Bridge, Walham Green, London Fulham
- Starks Park, Kirkcaldy
- Twickenham Stadium, Twickenham, London
- Tynecastle Stadium, Edinburgh
- Valley Parade, Bradford
- Villa Park, Birmingham
- West Ham Stadium, Custom House, London
- White Hart Lane, Tottenham, London
- Windsor Park, Belfast

Sok munkáját lebontották vagy átépítették (különösen a Taylor-jelentés nyomán építettek át sokat állóhely nélküli stadionokká), legismertebb a mesterműve, a Trinity Road Lelátó a Villa Parkban, amit 2000-ben bontottak le. Ez alól kivétel a pavilon és a főlelátó a Craven Cottage-en, a főlelátó a Tynecastle-ben és az ibroxi főlelátó oromzata, ami a stadion áttervezése ellenére is megmaradt, ma mind a listázott épületek közé tartozik. Szintén ő találta ki az "egy ember ül, ketten állnak" formulát.

## Fordítás
Ez a szócikk részben vagy egészben  az   Archibald Leitch című angol Wikipédia-szócikk ezen változatának fordításán alapul.  Az eredeti cikk szerkesztőit annak laptörténete sorolja fel. Ez a jelzés csupán a megfogalmazás eredetét és a szerzői jogokat jelzi, nem szolgál a cikkben szereplő információk forrásmegjelöléseként.